# Exoftalmie
Exoftalmia este o stare patologică manifestată la oameni și animale, caracterizată prin ieșirea în afara orbitelor a globurilor oculari. Este un simptom al mai multor maladii de origine endogenă. Manifestarea simptomului este ușor de identificat prin observarea proeminării globului ocular in afara orbitei sale. Exoftalmia uneori este asociată unei îroșirii a conjunctivei, unui edem al pleoapelor (oftalmie), rareori unei vederi în dublu cu un strabism trecător. 